# Paul Fasching
Paul Fasching (* 29. März 1951) ist ein österreichischer Landwirt und Politiker (ÖVP). Er war von 2000 bis 2004 Abgeordneter zum Bundesrat und von 1996 bis 2000 sowie von 2007 bis 2010 Abgeordneter zum Burgenländischen Landtag.

## Ausbildung und Beruf
Paul Fasching besuchte von 1957 bis 1961 die Volksschule in Oggau am Neusiedler See und anschließend bis 1965 die Hauptschule Rust. Danach absolvierte er von 1967 bis 1969 die landwirtschaftliche Fachschule in Eisenstadt und leistete 1971 den Präsenzdienst ab.
Fasching ist seit 1969 Weinbauer und wurde 2003 zum Ökonomierat ernannt. Er bewirtschaftet den 1925 gegründeten Familienbetrieb mit einer Rebfläche von 5 Hektar, wo er bei einer Produktionsmenge von 36.000 Litern rund 55 Prozent Weißwein und 45 Prozent Rotwein herstellt.

## Politik
Paul Fasching ist seit 1977 Mitglied des Gemeinderats von Oggau. Er war vom 27. Juni 1996 bis 27. Dezember 2000 Abgeordneter zum Burgenländischen Landtag und danach vom 28. Dezember 2000 bis 26. Mai 2004 Mitglied des Bundesrates. Danach wechselte Fasching wieder in den Burgenländischen Landtag, dem er vom 27. Mai 2004 bis 24. Oktober 2005 angehörte. Ab dem 1. Februar 2007 vertrat Fasching die ÖVP erneut im Burgenländischen Landtag, wobei er in der XIX. Gesetzgebungsperiode Mitglied des Agrarausschusses und Mitglied im Ausschuss für europäische Integration und grenzüberschreitende Zusammenarbeit war. Nach der Landtagswahl im Burgenland 2010 schied Fasching per 24. Juni 2010 aus dem Landtag aus.
Neben seiner Tätigkeit als Abgeordneter war Fasching Vorsitzender der Sozialversicherungsanstalt der Bauern im Burgenland, ab 1983 Kammerrat der Landwirtschaftskammer Burgenland und ab 1990 Bezirksbauernratsobmann von Eisenstadt.

## Privates
Paul Fasching ist verheiratet und Vater dreier Töchter.